# Charles Verheyen

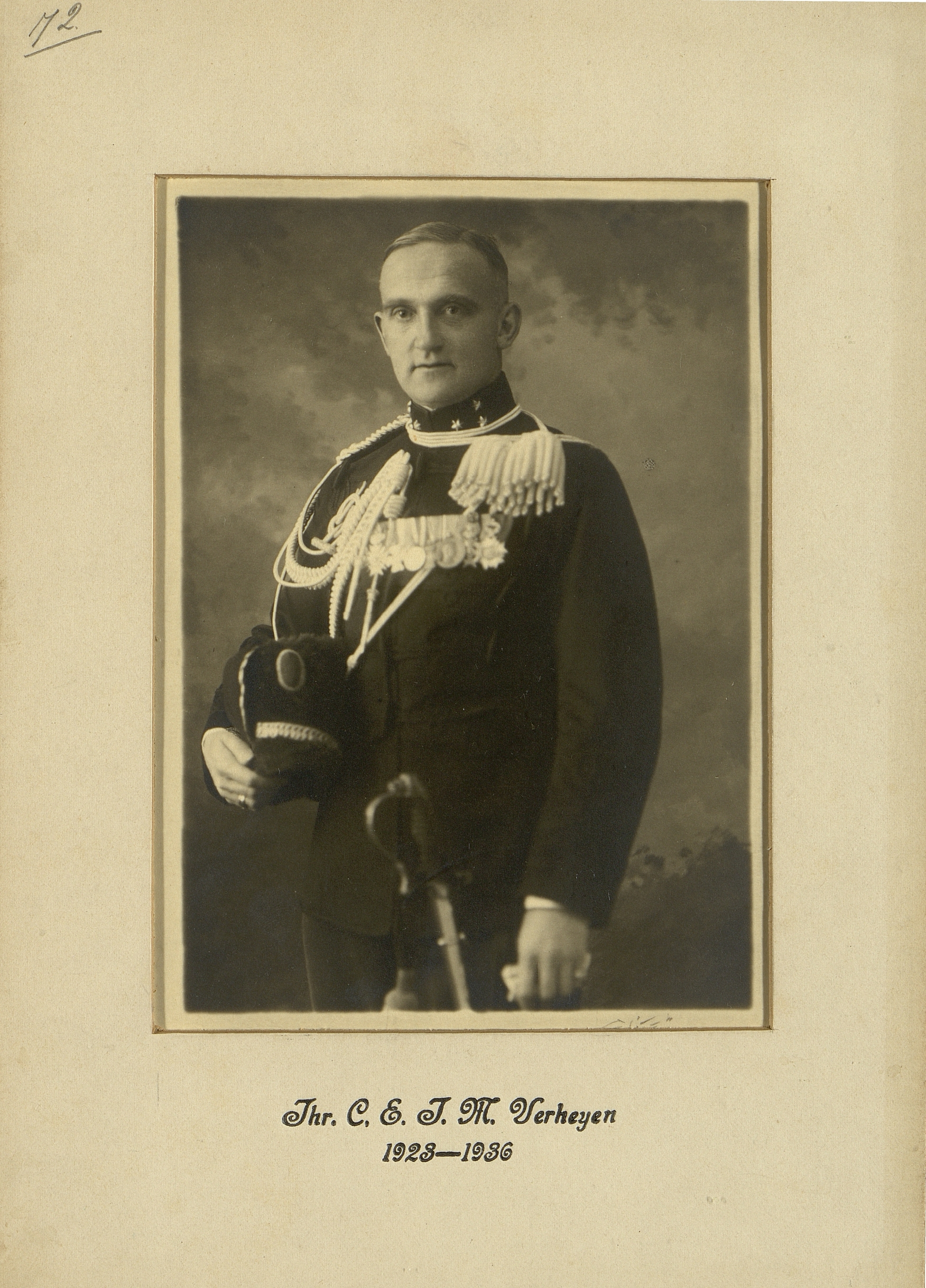
Jhr. C.E.J.M. Verheyen

Jhr. Charles Emile Joseph Marie Verheyen ('s-Hertogenbosch, 18 juli 1892 − concentratiekamp Buchenwald (Thüringen), 29 april 1941) was een Nederlands cavalerist en hofdienaar.
Paarden en alles wat daarmee te maken heeft waren de grote liefde van de in 1892 in 's Hertogenbosch geboren Charles Verheyen. Na voltooiing van de middelbare school begon hij in 1912 zijn militaire loopbaan als cavaleriecadet aan de KMA te Breda. Bij het uitbreken van de Eerste Wereldoorlog werd hij, tezamen met duizenden andere jonge Nederlanders, gemobiliseerd. Als jonge cavalerist bracht hij de oorlogsjaren patrouillerend en oefenend in diverse delen van Noord-Brabant door. In juni 1915 legde hij in aanwezigheid van koningin Wilhelmina op de heide bij Tilburg de officierseed af. Na de oorlog verhuisde hij eerst naar Amersfoort en daarna naar Haarlem, alwaar hij binnen de cavalerie als rij-instructeur en op het gebied van het africhten van paarden werkzaam was. Ook de hippische sport genoot zijn grote belangstelling, met deelname aan talloze evenementen en wedstrijden.
Vanaf 1923 onderging zijn loopbaan een verandering door zijn  benoeming tot ordonnansofficier van koningin Wilhelmina, welke functie hij tot 1934 zou bekleden. Hij trad toe tot de koninklijke hofhouding en vergezelde of vertegenwoordigde de vorstin bij vele openbare gelegenheden, hoofdzakelijk in het binnenland. De meeste diensturen bracht hij door op de paleizen Noordeinde en Het Loo. Tezamen met zijn vrouw, Maria Theresia Theodora Smits van Oyen, vrouwe in Oyen (1899-1989) – het gezin omvatte verder nog vier kinderen – nam hij deel aan het Haagse society-leven, met nadruk op de met de hofhouding verbonden kringen.
De vanaf 1936 geplande terugkeer naar actieve militaire dienst in de (Haagse) kazerne ging echter niet door, aangezien hij, door het vertrek van eerste stalmeester en dienstdoend grootmeester R.F.C. baron Bentinck (1877-1943), die daarna de eretitel opperstalmeester ontving, onverwachts deze functie kreeg aangeboden. Zo bleef hij, intussen als ritmeester der cavalerie, verder verbonden aan de hofhouding en nam de verantwoordelijkheid op zich voor het Koninklijk Staldepartement en zodoende de diverse aspecten betreffende het vervoer, zowel bij openbare gelegenheden als ook in de privésfeer, van de koninklijke familie. Naast het jaarlijkse hoogtepunt van prinsjesdag behoorden ook de mede-organisatie van het huwelijk van prinses Juliana en prins Bernhard in 1937, het regeringsjubileum van de koningin in 1938 en de diverse staatsbezoeken tot zijn werkzaamheden.
Bij het uitbreken van de Tweede Wereldoorlog nam hij deel aan de planning rondom de evacuatie van de koninklijke familie naar Engeland en de opslag van diverse kostbare bezittingen van het Huis van Oranje. Als „represaille“ voor de internering van Duitse staatsburgers in Nederlands-Indië namen de Duitse bezettingsautoriteiten in Nederland in de zomer en herfst van 1940 enkele honderden min of meer prominente Nederlanders uit politiek en maatschappij gevangen, waaronder ook enige leden van de hofhouding. Stalmeester Verheyen en zijn 17-jarige zoon, die dezelfde voornaam had (hetgeen blijkbaar voor verwarring had gezorgd), werden eveneens meegenomen en met de andere opgepakte landgenoten als gijzelaars naar het concentratiekamp Buchenwald overgebracht. Na enkele maanden werd zoon Charles vrijgelaten, maar zijn vader moest achterblijven en overleed door toedoen van longontsteking in het naburige Jena in april 1941.